# Lavoratore della conoscenza
Un lavoratore della conoscenza è un individuo che, all'interno di un determinato contesto, opera e comunica in modo prevalente con la conoscenza.
Si annoverano nella categoria del lavoro "intellettuale": ruoli professionali collegati con il settore dell'informazione e della comunicazione come i giornalisti, e poi docenti, bibliotecari, archivisti, avvocati, agronomi, architetti, ingegneri, medici, infermieri, scienziati e divulgatori ecc. 
La richiesta di questa specifica tipologia di figura lavorativa è in aumento a causa della crescente domanda del mercato del lavoro.

## Storia
- Peter Drucker nel 1959 usò il termine per la prima volta per indicare un individuo che lavora primariamente con l'informazione o che sviluppa e usa la conoscenza nel suo posto di lavoro.
- Weiss (1960) affermava che la conoscenza si sviluppa come un organismo dove i dati rappresentano il cibo, che verrà assimilato piuttosto che essere puramente archiviato.
- Popper (nel 1963) affermò che c'è sempre un bisogno crescente di conoscenza per crescere e progredire continuamente. (citato in Polanyi, 1976).
- Toffler (1990) osservò che i tipici lavoratori della conoscenza (specialmente scienziati ed ingegneri impegnati in attività di ricerca e sviluppo) devono avere qualche sistema a loro disposizione per creare, elaborare e sviluppare la loro stessa conoscenza. In qualche caso essi avranno anche la necessità di gestire la conoscenza dei propri collaboratori.
- Ikujiro Nonaka (1991) descrisse la conoscenza come il carburante dell'innovazione, ma era preoccupato che molti manager non fossero riusciti a capire come la conoscenza potesse essere sfruttata. Sostenne quindi una visione della conoscenza come innovazione e cambiamento avente per veri artefici i lavoratori della conoscenza. Per questo le società incentrate sulla creazione di conoscenza dovrebbero essere incentrate sull'innovazione. Ciò ha posto le basi per la nuova pratica di knowledge management ('management o gestione della conoscenza') o "KM", che si è evoluta nel 1990 a sostegno dei lavoratori della conoscenza con nuovi standard e processi.
- Savage (1995) descrive il concetto di knowledge-focus come la terza ondata dello sviluppo socio-economico umano. La prima ondata è stata l'età della ricchezza agricola, definita come proprietà della terra. Nella seconda ondata, l'era industriale, la ricchezza era basata sulla proprietà del capitale, cioè delle fabbriche. Nell'era della conoscenza, la ricchezza si basa sulla proprietà delle conoscenze e sulla capacità di utilizzare le conoscenze per creare o migliorare prodotti e servizi[1].